# التغيير (رواية)
التغيير هي إحدى روايات الروائية الأمريكية دانيال ستيل (بالإنجليزية Changes) وهي من الروايات الرومانسية.

## نبذة قصيرة
تدور أحداث الرواية عن مقدمة برامج شهيرة تفشل في زيجتها وتفشل في علاقة عاطفية وتنحصر حياتها في توأهما المراهقان وحياتها العملية إلى ان تقابل جراح شهير أرمل لديه ثلاثة أطفال وتظهر مشاعرها التي اعتقدت أنها خبت للأبد وعندما تقرر أن تكون أسرة من جديد تظهر العديد من التحديات التي تجعلها في خيار صعب بين حياتها الشخصية وحياتها العملية وشهرتها.